# Rein A. Zondergeld
Rein A. Zondergeld (* 31. März 1943 in Enkhuizen/Niederlande; † 24. Februar 2021 in Göttingen) war ein niederländisch-deutscher Literaturwissenschaftler, Herausgeber und Autor.

## Leben
Zondergeld absolvierte im Jahr 1961 sein Abitur am Gymnasium in Heerenveen. Nach einer kurzen Zeit als Regieassistent am Thalia-Theater in Hamburg studierte er von 1961 bis 1966 Germanistik, Anglistik und Komparatistik an der Reichsuniversität Groningen. Von 1966 bis 1968 studierte er Germanistik, Anglistik, Theater- und Musikwissenschaft an der LMU München. Sein „Doctoraalexamen“ absolvierte er 1968 in Groningen. Von 1969 bis 2008 lehrte er als Lektor für niederländische Sprache und Literatur und Afrikaans an der Universität Göttingen; danach arbeitete er dort mit Lehraufträgen weiter.
Zondergeld hat mehrere Anthologien und Lexika zur Phantastischen Literatur herausgegeben und zahlreiche Aufsätze zu diesem Themenfeld verfasst. Als Musikkritiker schrieb er für Tageszeitungen und Fachzeitschriften, u. a. für die Neue Zeitschrift für Musik, Musica und Opera (London). Zondergeld machte Musiksendungen im WDR (u. a. zu Pietro Mascagni und Franz Schreker) und führte Interviews (mit Jörg Krichbaum) u. a. mit Julien Green, Iris Murdoch und James Graham Ballard.

## Veröffentlichungen (Auswahl)
- DuMonts kleines Lexikon der phantastischen Malerei (mit Jörg Krichbaum), DuMont Verlag, Köln 1977. ISBN 3-7701-0908-2 (zweite, verbesserte Ausgabe 1980; amerikanische Fassung: Dictionary of Fantastic Art, Barron’s, Woodbury 1985)
- Künstlerinnen. Von der Antike bis zur Gegenwart (mit Jörg Krichbaum), DuMont Verlag, Köln 1979. ISBN 3-7701-1110-9
- Lexikon der phantastischen Literatur, Suhrkamp Verlag, Frankfurt/Main 1983, ISBN 3-518-37380-3 (Phantastische Bibliothek #91). Erweiterte Neufassung zusammen mit Holger E. Wiedenstried, Weitbrecht Verlag, Stuttgart 1998. ISBN 3-522-72175-6
- Alain Delon – Seine Filme – Sein Leben, Heyne Verlag, München 1984. ISBN 3-453-86070-5 (sechste Auflage und Neufassung unter dem Titel: Alain Delon – Der eiskalte Engel. Seine Filme, sein Leben. Heyne Verlag, München 1994, ISBN 3-453-08125-0) (Übersetzungen in viele Sprachen)
- Kindlers Neues Literaturlexikon (Fachberater für niederländische und flämische Literatur und Afrikaans), München 1988–1992. (Enthält auch viele Artikel zur Phantastik)
- Pipers Enzyklopädie des Musiktheaters (Artikel zu u. a. Mascagni, Mercadante, Verdi). (ab Bd. 3, 1989)
- Zwischen Harmlosigkeit und Heroik, Musik im III. Reich, in Klassik heute, Juli, August 1999 (mit Diskografie).
- Ritter des Himmels. Falken und Falkner in der spätromantischen Oper. In „Librarium“ (I, 2004)

### Als Herausgeber
- Phaïcon. Almanach der phantastischen Literatur. 5 Bände, Insel Verlag, Frankfurt/Main (Bd. 1–2, Insel Taschenbücher #69, #154), Suhrkamp Verlag, Frankfurt/Main (Bd. 3–5, Phantastische Bibliothek #17, #44, #86) 1974–1982.
- Fieberreigen. Phantastische Geschichten aus den Niederlanden. Übersetzt von Holger E. Wiedenstried, Wagenbach, Berlin 2006. ISBN 978-3-8031-1240-8
- Schattenspiel. Phantastische Erzählungen aus dem Dritten Reich, Karolinger, Wien und Leipzig 2008. ISBN 978-3-85418-129-3

### Als Übersetzer (Auswahl)
- Jean Ray: Malpertuis. Phantastischer Roman, Insel Verlag, Frankfurt/Main 1974. ISBN 3-458-05822-2, Neuauflage: Festa Verlag. Leipzig, 2004. ISBN 3-935822-97-9
- Thomas Owen: Wohin am Abend? und andere seltsame Geschichten, Insel Verlag, Frankfurt/Main 1975. ISBN 3-458-05825-7
- Felix Timmermans: Dämmerungen des Todes, mit Illustrationen des Autors. Nachwort von Jörg Krichbaum, Insel Verlag, Frankfurt/Main 1978. ISBN 3-458-31997-2
- Julien Green: Jugend, Suhrkamp Verlag, Frankfurt/Main, 1980; 2. Auflage, zusammen mit Ende der Jugend, Herbig, München/Berlin, 1987. ISBN 3-7766-1455-2